# Prowincja Khammouan
Khammouan, także Khammouane, Khammuane i Khammuan (laot. ຄໍາມ່ວນ) – prowincja Laosu, znajdująca się w środkowej części kraju. Od wschodu graniczy z Wietnamem, od zachodu z Tajlandią. Graniczy również od północy z prowincją Bolikhamxai, a od południa z prowincją Savannakhét.
W 1996 roku prowincję zamieszkiwało około 275 tysięcy osób.

## Podział administracyjny
Prowincja Khammouan dzieli się na dziewięć dystryktów:
1. Bualapha
2. Hinboon
3. Mahaxay
4. Nakai
5. Nhommalath
6. Nongbok
7. Thakhek
8. Xaybuathong
9. Xebangfay.